# Дженебян, Ромео Жирайрович
Роме́о Жира́йрович Дженебя́н (арм. Ռոմեո Ժիրայրի Ջենեբյան; 10 сентября 1979, Ереван, Армянская ССР, СССР) — армянский футболист. Играл на позиции центрального полузащитника.

## Клубная карьера
В 18 летнем возрасте дебютировал в Высшей лиге за арташатский «Двин». Провёл полтора сезона и перешёл в «Цемент» из Арарата. Но проведя всего два матча за клуб и став чемпионом, после окончания чемпионата перешёл «Карабах». В «Карабахе» игровая система не давала результата. Клуб находился на дне турнирной таблицы. В трансферное окно вернулся в «Цемент». Второе пришествие в клуб пополнило медальную коллекцию золотыми (сезон 2000) и бронзовыми медалями (сезоны 1999 и 2001) в чемпионате, а также медали Суперкубка в 1999 году. Клуб финансировался из одного источника с «Бананцем» (президентом обоих клубов был Саркис Исраелян), поэтому было решено объединиться, к тому моменту сменивший название на «Спартак», с «Бананцем» в один клуб. Только возникла проблема названия будущей команды. В итоге нашли компромисс: какая команда выступит лучше в чемпионате, то название и получит будущий клуб. «Бананц» выступил лучше.
С 2003 года выступал за «Бананц». Дженебян, показывая стабильную игру, прочно обосновался в основном составе команды. Не без помощи техничной игры Дженебяна, «Бананц» завоевал многократное количество медалей чемпионата и кубка страны. Главным достижением в составе клуба является завоевание Кубка Армении в 2007 году. В следующем году «Бананц» имел возможность повторить успех, но проиграл «Арарату» в добавленное время. В чемпионате команда выступала неудачно. По причине плохой результативности команды Дженебян покинул клуб. Сезон 2008 года заканчивал в «Мике».
В 2009 заключил контракт с воссозданным «Импульсом». Во-второй половине чемпионата отдан был в аренду ливанскому клубу «Сафа». В конце года вернулся в «Импульс». После ответной игры на Кубок Армении 2010, три игрока были выставлены на трансфер. Помимо Арама Акопяна и Армана Минасяна в списке был и Ромео Дженебяна. Однако, в дальнейшем в команду были возвращены Минасян и Дженебян. Возвращение заметно усилило командную игру, однако спустя два месяца клуб всё же отказался от услуг Дженебяна.

## Достижения
- «Спартак» (Ереван)
  - Чемпион Армении: 1998, 2000
  - Бронзовый призёр чемпионата Армении: 1999, 2001
  - Обладатель Суперкубка Армении: 1998
  - Финалист Суперкубка Армении: 1999
- «Бананц»
  - Серебряный призёр чемпионата Армении: 2003, 2006
  - Обладатель Кубка Армении: 2007
  - Финалист Кубка Армении: 2003, 2004, 2008
  - Финалист Суперкубка Армении: 2005